# Koreïz
Koreïz (en ukrainien : Кореїз ; en russe : Кореиз ; en tatar de Crimée : Koreiz ; grec ancien : Χώρεις, « Chôra ») est une commune urbaine et une station balnéaire de la république autonome de Crimée, en Ukraine, occupée par la Russie depuis 2014, intégrée à la municipalité de Yalta. Sa population s'élevait à 5 975 habitants en 2021.

## Géographie
Koreïz est située sur la côte de la mer Noire, au sud de la péninsule de Crimée, à 10 km au sud-ouest de Yalta. 

## Histoire
Le nom de la ville, « Chôra » signifie « localité » en langue grecque. Ce nom date de l'ancienne préfecture romaine d'Orient de la Crimée. Koreïz est surtout connue pour ses deux palais :
- celui du grand-duc Pierre Nikolaïevitch de Russie, connu sous le nom de Dulber (en tatar de Crimée, dülber signifie « beau ») est une extravagance architecturale asymétrique avec des murs crénelés, des dômes d'argent, et plus de cent pièces, inspiré par l'architecture mamelouke du Caire du XVe siècle : ce palais fut construit entre 1895 et 1897.
- la villa Youssoupoff, à Miskhor, fut construite en 1909 pour le prince Félix Youssoupoff-père par un architecte responsable du palais impérial de Livadia, à Yalta. Le palais, dont le style est décrit comme néorenaissance italienne, s'enorgueillit d'un parc romantique planté d'essences exotiques et d'une cave à vin fondée par le prince Léon Galitzine au XIXe siècle. Après la Révolution russe de 1917, le palais fut nationalisé et devint la résidence secondaire préférée de Staline, pendant la conférence de Yalta et à d'autres moments.

La station thermale de Miskhor fut absorbée par Koreïz en 1958.

## Population

### Démographie
Recensements (*) ou estimations de la population :
| 1805 | 1926* | 1939* | 1959* | 1970* | 1979* |
| ---- | ----- | ----- | ----- | ----- | ----- |
| 56   | 567   | 1 699 | 3 947 | 5 670 | 6 306 |

| 1989* | 2001* | 2010  | 2011  | 2012  | 2013  |
| ----- | ----- | ----- | ----- | ----- | ----- |
| 7 694 | 6 529 | 6 225 | 6 294 | 6 290 | 6 304 |

| 2014  | 2016  | 2021  | - | - | - |
| ----- | ----- | ----- | - | - | - |
| 5 455 | 5 629 | 5 975 | - | - | - |

### Nationalités
En 1926, la population de Koreïz comprenait 457 Tatars de Crimée, 70 Russes, 18 Grecs, 12 Ukrainiens, 3 Arméniens et 2 Biélorusses.